# Сетера, Питер
Пи́тер Сете́ра (англ. Peter Cetera, /səˈtɛrə/; род. 13 сентября 1944) — американский певец и музыкант, автор-исполнитель. Прославился как один из вокалистов и бас-гитарист рок-группы Chicago, потом начал сольную карьеру.
Для Chicago он, в частности, в 1976 году сочинил балладу «If You Leave Me Now», которая достигла 1 места в США и задала последующий софт-роковый стиль группы. (Большинство песен группа продолжила выпускать в том же ключе.)
В 1981 году Сетера записал свой первый сольный альбом (Peter Cetera), но с группой оставался до 1985 года.
По уходу из Chicago он быстро, в 1986 году, записал уже на свой собственный счёт два хита номер 1 в США: «Glory of Love» (с сольного альбома Solitude/Solitaire и из фильма «Малыш-каратист 2») и «The Next Time I Fall» (дуэт с Эми Грант).